# Nottingham North
Pour les articles homonymes, voir Nottingham (homonymie).

Nottingham North dans le Nottinghamshire.

La circonscription de Nottingham North est une circonscription électorale anglaise située dans le Nottinghamshire et représentée à la Chambre des communes du Parlement britannique.